# Messe Nr. 1 (Schubert)
Die Messe Nr. 1 in F-Dur D 105 ist eine Messvertonung für Soli, Chor und Orchester von Franz Schubert aus dem Jahr 1814.
Die Messe in F-Dur ist Schuberts erstes öffentlich aufgeführtes Werk. Bei der Uraufführung am 25. September 1814, zum hundertjährigen Jubiläum der Lichtentaler Pfarrkirche, spielte sein älterer Bruder Ferdinand die Orgel, Franz Schubert selbst dirigierte und Joseph Mayseder, Konzertmeister des Orchesters der Wiener Hofkapelle, saß am ersten Pult. Schuberts Jugendliebe, Therese Grob, die auch bei den ersten Aufführungen der G-, B- und C-Dur Messe mitwirkte, sang das Sopransolo. Nach der Aufführung soll Antonio Salieri seinen Schüler umarmt haben mit den Worten: „Franz, du bist mein Schüler, der mir noch viel Ehre machen wird.“ Nur zehn Tage später, am 4. Oktober 1814 (Franziskustag), erklang die Messe in der Wiener Augustinerhofkirche.
Für eine Aufführung im Frühjahr 1815 komponierte Schubert für ein alternatives „Dona nobis pacem“ (D 185) eine neue Fuge, diese nimmt aber nicht mehr wie die Erstfassung Bezug auf den Kyrie-Satz.
Wie in allen seinen lateinischen Messvertonungen lässt Schubert im Credo den Satz „Et unam sanctam catholicam et apostolicam ecclesiam“ (deutsch: „[Ich glaube an] die eine heilige katholische und apostolische Kirche“) aus.